# Santa Caterina Albanese
Santa Caterina Albanese (albanès Picilia) és un municipi italià, dins de la província de Cosenza. L'any 2006 tenia 1.328 habitants. És un dels municipis on viu la comunitat arbëreshë. Limita amb els municipis de Fagnano Castello, Malvito, Roggiano Gravina i San Marco Argentano.

## Administració
| Període | Identitat       | Partit        |
| ------- | --------------- | ------------- |
| 2006-   | Roberto Lavalle | Llista cívica |